# Oblast Türkistan
De oblast Türkistan (Kazachs: Түркістан облысы, Türkistan oblısı; Russisch: Туркестанская область) is een oblast van Kazachstan. Het is de meest zuidelijk gelegen provincie van Kazachstan, nabij buurland Oezbekistan.  Op een gedeelde plaats met de provincie Atyrau is het de kleinste provincie van Kazachstan (elk heeft toch nog steeds een oppervlakte van ongeveer 117.300 km²), en omdat er bijna 2,8 miljoen inwoners wonen, is het ook de meest dichtbevolkte provincie van het land, met een bevolkingsdichtheid van ongeveer 24 inwoners per km². De hoofdstad van de oblast is het gelijknamige Türkistan. 
De oblast is administratief-territoriaal ingedeeld in 15 eenheden: 11 districten (ауданы) en 4 – met district gelijkgestelde – steden (Қ.Ә.), waaronder Türkistan (Түркістан) en Arys (Арыс).
Tot 2018 heette de oblast Zuid-Kazachstan en had zij Şımkent als hoofdstad. In dat jaar werd Şımkent een autonome stad buiten de oblast en werd Türkistan de nieuwe hoofdstad.